# Římskokatolická farnost Brenná
Římskokatolická farnost Brenná je církevní správní jednotka sdružující římské katolíky na území vesnice Brenná a v jejím okolí. Organizačně spadá do českolipského vikariátu, který je jedním z 10 vikariátů litoměřické diecéze. Centrem farnosti je kostel sv. Jana Křtitele v Brenné.

## Historie farnosti
Původní stará farnost zanikla za třicetileté války. Od roku 1623 byla Brenná filiálkou zákupské farnosti. V letech 1723-1725 byl nově vybudován kostel sv. Jana Křtitele. V roce 1856 byla Brenná oddělena od Zákup, a znovu ustanovena samostatnou farností. V roce 1940 byl do Brenné ustanoven jako duchovní správce Franz Josef Richter, který na místní faře dále žil a obstarával bohoslužby i poté, co odešel do penze, a farnost začala být administrována ze Zákup, a později z České Lípy. Jím psaná kronika (nyní uložena ve Státním archivu Česká Lípa) je považována za pozoruhodnou nejen svým rozsahem – 113 svazků knih, ale i provedením svelkým množstvím kreseb. V katalogu kléru je R.D. Richter v Brenné jako kněz-penzista uváděn ještě roku 1981.
V 90. letech 20. století farní kostel zchátral, jeho zařízení bylo z větší části rozkradeno, a v roce 2003 došlo k samovolné destrukci části stropu. Kostelní varhany byly zachráněny a deponovány v děkanském kostele v Zákupech. Od roku 2004 jsou podnikány práce na záchranu kostela, v roce 2007 začala rekonstrukce střech. Kostel je uzavřen, farníci docházejí na bohoslužby do Zákup.

### Duchovní správcové vedoucí farnost
Začátek působnosti jmenovaného v duchovní správě farnosti od:
- 1344 Nicolaus (Mikuláš)
- 1360 Ioannes z Jestřebí (Jan z Jestřebí)
- 1361 Kunšo (Kunso), † 1361
- 1363 Mathias Herik z Bezdězu
- 1409 Procopius (Prokop z Prahy)
- 1422 Wenceslaus
- 1425 Martinus
- 1425 Gallus, † 1425 (Havel)
- 1570 Thomas Dicke (Tomáš Dick)
- 1574 Gregorius Hoffmann (Řehoř Hoffmann, křížovník)
- 1576 Valentinus Frumald (Valentin Frunvald)
- 1590 Ioannes Helzler (Jan Hetzler)
- 1595 Wenceslaus Scherer (Václav Scherer)
- 1596 Ludovicus Hoffmann (Ludvík Hoffmann)
- 1611 Georgius Ernestus Lang O.Cr. (Jiří Arnošt Lang, křížovník)
- 1615 Martinus Reinhardt (Martin Niedhart), † 1.12.1623
  - 1623-1855 Brenná filiálkou Zákupské farnosti
- 1855 proto-par. (první farář) Anton. Müller, n. 15. 11. 1811 Wesselnens., o. 3. 8. 1835, † 31. 1. 1887
- 1887 Vinc. Wünsch (Vincenc Wünsche), n. 21. 4. 1827 Gablonz, o. 25. 7. 1852, † 15. 12. 1892
- 1893 Anton Hauptmann, n. 9. 5. 1858 Markersdorf, o. 3. 6. 1883, † 30. 12. 1932
- 1903 par. vacat, adm. in spirit. Edmund. Schöniger, n. 6. 4. 1872, o. 5. 7. 1896
- 1903 Wenc. Frind (Václav Frind), n. 30. 7. 1868 Hainspach, o. 24. 5. 1891
- 1909 Franc. Dytert, n. 18. 3. 1873 Pěčin, o. 5. 7. 1896
- 1913 Jos. Cerman, n. 26. 2. 1874 Stará Paka, o. 25. 7. 1901, † 7. 8. 1914
- 1915 par. vacat adm. interc. Joann. Reissig, n. 24. 6. 1874, o. 10. 7. 1898
- 1916 Joann. Košek, n. 31. 5. 1871 Radvanice, o. 17. 6. 1894, † 3. 3. 1928
- 1921 par. vacat adm. interc. Clement. Schregel, n. 12. 9. 1890, o. 2. 7. 1916
- 1922 Franc. Gerbl, n. 9. 5. 1879 München (D), o. 2. 11. 1900
- 1933 par. vacat adm. exc. Wenc. Köhler, n. 10. 2. 1899, o. 1. 7. 1923
- 1935 Guil. Beuys, n. 18. 6. 1881 Germ. Pont, o. 14. 7. 1907, † 29. 9. 1945
- 1936 Anton. Straka, n. 6. 8. 1893 Leipa, o. 29. 6. 1919, † 20. 1. 1939
- 20. 2. 1939 par. vacat, adm. interc. Theodor. Muzikant O.M.Cap., n. 30. 8. 1909, o. 17. 9. 1931
- 1. 5. 1940 Franz Josef Richter, n. 30. 4. 1907 Hainspach, o. 29. 6. 1931, † 17. 4. 1987 (bydlel na faře až do své smrti v roce 1987)
- 1. 11. 1951 Mojmír Melan, admin. exc. ze Zákup
- 1. 5. 1956 Miloslav Hadrava
- 1. 12. 1956 Josef Jiran
- 1. 6. 1958 Rudolf Hevera
- 14. 5. 1960 Jan Maria Surý, SDB, admin. exc. ze Zákup
- 1. 8. 1970 Václav Holas OSA
- 1. 1. 1983 Ivan Peša OSA, n. 23. 12. 1915, Olešnice, o. 29. 6. 1940 Praha, † 30. 10. 1996
- 1. 7. 1984 Richard Kavan
- 1. 8. 1985 Vladimir Jedlička
- 1. 6. 1986 Václav Horniak
- 1. 8. 1987 Viliam Matějka, admin. exc. 1987-1993 ze Zákup, poté z České Lípy
- 1. 1. 1993 Tomáš Kuba
- 7. 8. 2009 Grzegorz Jacek Wolanski, admin. exc. ze Zákup[3]

Kromě kněží stojících v čele farnosti, působili ve farnosti v průběhu její historie i jiní kněží. Většinou pracovali jako farní vikáři, kaplani, katecheté, výpomocní duchovní aj.

## Území farnosti
Do farnosti náleží území těchto obcí:
- Brenná (Brenn[p 2])
- Heřmaničky u Dobranova (Hermsdorf[p 2])
- Veselí (Wesseln[p 2])

## Římskokatolické sakrální stavby na území farnosti
| | Fotografie     | Stavba                        | Místo                  | Bohoslužby                      | Zeměpisné souřadnice             | Status         | Číslo kulturní památky                       |
| Kostel a kaple | Kostel a kaple | Kostel a kaple                | Kostel a kaple         | Kostel a kaple                  | Kostel a kaple                   | Kostel a kaple | Kostel a kaple                               |
| --- | -------------- | ----------------------------- | ---------------------- | ------------------------------- | -------------------------------- | -------------- | -------------------------------------------- |
| 1. |                | Kostel sv. Jana Křtitele      | Brenná                 | bližší informace o bohoslužbách | 50°39′23″ s. š., 14°38′21″ v. d. | farní kostel   | 31091/5-2856 (Pk•MIS•Sez•Obr•WD) (Q12030774) |
| 2. |                | Kaple v Heřmaničkách          | Heřmaničky u Dobranova | bližší informace o bohoslužbách | 50°39′45″ s. š., 14°36′44″ v. d. | kaple          | (Q15406850)                                  |
| Zaniklé sakrální stavby |                |                               |                        |                                 |                                  |                |                                              |
| 3. |                | Kaple Nanebevzetí Panny Marie | Veselí                 | nelze sloužit                   |                                  | zbořená kaple  | —                                            |
| Některé drobné sakrální stavby a pamětihodnosti lze dohledat zde v databázi Drobné sakrální památky Zaniklé sakrální stavby lze dohledat zde v databázi Poškozené a zničené kostely, kaple a synagogy v České republice |                |                               |                        |                                 |                                  |                |                                              |

Ve farnosti se mohou nacházet i další drobné sakrální stavby, místa římskokatolického kultu a pamětihodnosti, které neobsahuje tato tabulka.

## Příslušnost k farnímu obvodu
Z důvodu efektivity duchovní správy byl vytvořen farní obvod (kolatura) farnosti – děkanství Zákupy, jehož součástí je i farnost Brenná, která je tak spravována excurrendo. Přehled těchto kolatur je v tabulce farních obvodů českolipského vikariátu.